# Паумола, Вилле
Вилле Паумола (фин. Ville Paumola; 16 марта 1991 года, Куусамо, Финляндия) — финский сноубордист, выступающий в дисциплинах слоупстайл и биг-эйр.
- Бронзовый призёр чемпионата мира по сноуборду 2011 в слоупстайле;
- Двукратный призёр чемпионата мира среди юниоров 2010 (слоупстайл — «серебро», биг-эйр — «бронза»).